# MTOC
MTOC steht für microtubule organizing center (Mikrotubuli-organisierendes Zentrum). In den meisten Zellen wachsen Mikrotubuli von einer begrenzten Anzahl von Startpunkten aus. MTOCs sind die Stellen in der Zelle, an denen in vivo das Wachstum von Mikrotubuli beginnt.
Es existieren mehrere MTOC-Typen. Die Zentriolen etwa wie auch die Basalkörper (aus ihnen gehen Zilien und Geißeln hervor) bestehen aus einer charakteristischen Anordnung von neun Mikrotubuli-Tripletts (9×3 + 0). 
In den meisten tierischen Zellen sind polare Mikrotubuli mit ihrem Minus-Ende in einer komplexen Struktur, dem Zentrosom, verankert.